# Torilis leptophylla
Torilis leptophylla es una especie de planta herbácea perteneciente a la familia de las apiáceas.

## Descripción
T. leptophylla  es una hierba anual de hojas bastante divididas como la mayoría de las especies de la familia. Los tallos (de hasta 40 cm) están ramificados de arriba abajo y son híspidas. Las umbelas son laterales y opuestas a las hojas, tienen pocos radios (2-3) y están pedunculadas (hasta 6 cm). Las flores pueden ser desde blancas a rosadas. Los frutos están llenos de aguijones a su alrededor dispuestos en 1-2(3) filas, cada una con 10 espinas. Se diferencia de Torilis nodosa porque esta especie tiene las umbelas prácticamente sésiles y la inflorescencia adquiere aspecto de glomérulo.

## Distribución
Se distribuye por el sudoeste de Asia, Norte de África y oeste y sur de Europa; casi por toda la península ibérica y en Aragón por gran parte del territorio descontando las zonas silíceas y las situadas a mayor altitud. 

## Hábitat
Se encuentra en los pastos de anuales, claros y bordes de bosque y matorral termófilo, márgenes de cultivo y orillas de camino en ambiente seco y soleado. Por lo general en suelos alterados y pedregosos básicos. También en arcillas, yesos y suelos salobres, en alturas de 200	- 1200 (1650) m metros. 

## Taxonomía
Torilis leptophylla fue descrita por (L.) Rchb.f. y publicado en Icones florae germanicae et helveticae 21: 83, t. 169. 1866.
Citología
Número de cromosomas de Torilis leptophylla  (Fam. Umbelliferae) y táxones infraespecíficos:2n=12.
Sinonimia
- Caucalis leptophylla L.
- Daucalis leptophylla (L.) Pomel
- Caucalis humilis Jacq.
- Caucalis bifrons var. heterocarpa (Ball) Maire
- Caucalis leptophylla var. heterocarpa Ball
- Caucalis heterocarpa (Ball) Murb. (1900)[3][5]

## Nombre común
- Castellano: cadejas, cadillos, caillos.[3]